# ティームエンタテインメント
株式会社ティームエンタテインメント（英: TEAM Entertainment. Inc.）は、主にアニメやゲーム関連の音楽・ドラマCDの企画・制作・販売を手掛ける日本の企業。株式会社エディアの子会社。

## 概要
1998年3月設立。設立当初はレコード会社のもとで制作会社として業務を行っていた。その後、ポニーキャニオンとの流通契約を経て、現在はソニー・ミュージックマーケティング（旧：ソニー・ミュージックディストリビューション）と流通契約を結び、レーベルとしての業務を行なっており近年ではゲームメーカーなどと共同しガスト アルトネリコレーベルやオトメイトレーベルなどを展開している。
2013年12月にパソコン周辺機器メーカーの株式会社アドテック（現・株式会社AKIBAホールディングス）が同社を子会社化したが、2018年2月株式会社エディアに株式譲渡し同社の子会社となった。
近年は、グッズの企画・制作、オンラインくじ、C-POP/アジアミュージックの展開など、幅広く事業を拡大している。

## 参加アーティスト

### あ行
- arcane（2008年〜2012年）
- あさまっく（2011年〜2015年）
  - じゃっく（2013年〜2015年）
- AciD FLavoR（2009年）
- amu（2012年〜2013年）
- Annabel
- 安瀬聖
- ANFLA（2012年）
- 石川進
- 石橋優子（2008年）
- いとうかなこ
- 伊藤賢治
- 井上あずみ（2008年）
- 岩崎良美（2007年）
- 岩垂徳行（2005年）
- Veil∞Lia
- 太田貴子（2008年）
- 織田かおり（2011年〜）
- otetsu

### か行
- 影山ヒロノブ（2005年）
- 加瀬愛奈
- 片霧烈火（2007年〜）
- 加藤和樹（2014年〜2015年）
- 鎌倉圭（2007年〜2008年）
- カラスヤサボウ
- 串田アキラ（2005年）
- クリスタルキング（2004年〜2006年）
- 黒うさP
- クワガタP
- cocua
- KODOMO BAND
- 熊猫堂ProducePandas（2022年〜）

### さ行
- 斎藤由貴
- Sound Horizon（2006年）
- 榊原ゆい（2008年）
- 桜庭統（2003年〜2013年）
- 佐藤和也（2007年）
- 佐藤天平（2008年〜2011年）
- 砂月-SATSUKI-
- 佐野信義
- ShakeSphere/鮭P
- ジギタリス（2010年）
- JIMANG（2009年〜2013年）
- 霜月はるか（2006年〜）
- 霜月はるか†Revo（Sound Horizon）（2006年）
- 下村陽子（2007年〜2017年）

### た行
- Duca（2012年〜2018年）
- たかはし智秋（2010年）
- 高橋ひろ（2005年）
- 高橋洋樹（2005年〜2008年）
- 田中公平（2012年〜2017年）
- ダルビッシュP
- 茶太（2007年〜2014年）
- チャーリー・コーセイ（2005年）
- 蝶々P（papiyon）
- 翼と一（2007年）
- デッドボールP
- 天と千（KENN&前野智昭）
- トラボルタ

### な行
- 中河健
- 中恵光城（2018年〜）
- NANA
- におP
- Nem
- Nem's Garden（2011年）

### は行
- 橋本潮（2008年）
- 橋本みゆき
- halyosy
- 細井聡司（2009年）
- 細江慎治
- 葉月ゆら（2009年）
- 花木さち子（2010年）
- 日比野則彦
- 弘田佳孝（2007年〜2010年）
- 藤田麻衣子
- Prico（2012年）
- 古川本舗
- 古川もとあき
- PointFive(.5)（2010年〜2011年）
  - CLAMU from PointFive(.5)（2014年）
- PolyphonicBranch

### ま行
- 前川陽子（2008年）
- mao（2010年〜2018年）
- 真理絵（2009年〜2011年）
- 馬渡松子（2005年）
- 光田康典（2013年）
- みとせのりこ（2007年〜2017年）
- 水木一郎（2006年）
- 森川美穂（2007年）

### や行
- 柳麻美
- 山本美禰子（2012年）
- 癒月（2008年）
- 遊女（2012年）
- eufonius（2009年〜2011年）
- 吉岡亜衣加（2009年〜2019年）
- yozuca*
- 40mP

### ら行
- love solfege（2007年〜）
- Rita（2007年〜）
- Little Wing（2009年）
- ルシュカ（2010年）

### わ行
- ヲタみん（2012年〜2014年）